# Thomas Fraser-Holmes
Thomas William Fraser-Holmes (ur. 9 października 1991 w Newcastle) – australijski pływak specjalizujący się w stylu zmiennym oraz dowolnym, wicemistrz świata na krótkim basenie i brązowy medalista mistrzostw świata na basenie 50-metrowym.
Mistrz Igrzysk Wspólnoty Brytyjskiej w sztafecie 4 × 200 m stylem dowolnym oraz brązowy medalista na 200 m stylem dowolnym. Brązowy medalista Mistrzostw Pacyfiku w sztafecie 4 × 200 m stylem dowolnym.
Rekordzista Oceanii na 400 m stylem zmiennym.
W 2012 roku uczestniczył w igrzyskach olimpijskich w Londynie. Startował na dystansie 200 m stylem dowolnym, 400 m stylem zmiennym oraz w sztafecie 4 × 200 m stylem dowolnym.